# ليزا سو
ليزا سو (بالإنجليزية: Lisa Su) (7 نوفمبر 1969) ليزا سو هي مديرة تنفيذية ومهندسة كهربائية أمريكية تايوانية، وهي الرئيسة التنفيذية ورئيسة شركة إيه إم دي لتصنيع وحدات المعالجة المركزية والتكنولوجيات المتعلقة بها وتطويرها للأسواق العالمية والاستهلاكية. عملت سو في وقت مبكر من حياتها المهنية في شركة تكساس إنسترومنتس وشركة آي بي إم وفريسكالي لأشباه الموصلات في المناصب الهندسية والإدارية. تُعرف ليزا سو بعملها في تطوير تقنيات صناعة أشباه الموصلات السيليكونية على عازل ورقائق أشباه موصلات أكثر كفاءة خلال فترة عملها نائب رئيس مركز أبحاث أشباه الموصلات وتطويره التابع لشركة آي بي إم.
انضمت ليزا سو للعمل في شركة إيه إم دي في عام 2012، وعملت في منصب نائب الرئيس الأول لوحدات الأعمال العالمية وانتقلت بعدها للعمل في منصب مدير عمليات، وعُينت بعد ذلك رئيسة ومديرة تنفيذية لشركة إيه إم دي في أكتوبر من عام 2014. تعمل حاليًا في مجالس الأجهزة التناظرية وفي التحالف العالمي لأشباه الموصلات ورابطة صناعة أشباه الموصلات الأمريكية، وهي زميلة في معهد مهندسي الكهرباء والإلكترونيات. حازت ليزا سو على العديد من الجوائز والأوسمة، فحصلت على جائزة «المدير التنفيذي للعام» من قبل مجلة إي إي تايمز في عام 2014، ووسام «واحدة من أعظم قادة العالم في عام 2017» من قبل مجلة فورتشن.

## مطلع حياتها وتعليمها
وُلدت ليزا تزو-فانغ سو في مدينة تاينان الساحلية بتايوان في شهر نوفمبر في عام 1969 لوالديها الإحصائي المتقاعد تشون هواي سو (蘇春槐) والمحاسبة ورائدة الأعمال ساندي سو (羅淑雅)، وهاجروا إلى الولايات المتحدة عندما كانت في سن الثالثة. شجعها والداها هي وشقيقها على دراسة الرياضيات والعلوم عندما كانا طفلين، بدأ والدها تدريبها في السابعة من عمرها على جدول الضرب، وعرّفتها والدتها على مفاهيم مجال الأعمال. طمحت سو في صغرها إلى أن تكون مهندسة. وبدأت في تفكيك سيارات التحكم عن بعد وإصلاحها في العاشرة من عمرها، وامتلكت جهاز الكمبيوتر الخاص بها في المدرسة الثانوية الأولى وهو جهاز أبل 2. ذهبت إلى مدرسة برونكس الثانوية للعلوم في مدينة نيويورك وتخرجت منها في عام 1986.
بدأت سو بالذهاب إلى معهد ماساتشوستس للتكنولوجيا في خريف عام 1986 للتخصص في أي من الهندسة الكهربائية أو علوم الحاسوب. استقرت على الهندسة الكهربائية ووصفتها بأنها أصعب تخصص هندسي. عملت في سنتها الدراسية الأولى باحثة مساعدة غير متخرجة في موضوع تصنيع رقائق السيليكون لطلاب الدراسات العليا من خلال برنامج الفرص البحثية للطلاب الجامعيين غير المتخرجين. جعلها عملها في المشروع بالإضافة إلى عملها الصيفي في الأجهزة التناظرية مهتمة بأشباه الموصلات.
استمر تركيزها على الهندسة الكهربائية كل فترة حياتها الجامعية، وقضت معظم وقتها في المختبرات في تصميم المنتجات وتعديلها. حصلت على درجة البكالوريوس في الهندسة الكهربائية، وحصلت على درجة الماجستير من معهد ماساتشوستس للتكنولوجيا في عام 1991. درست مع مستشار معهد ماساتشوستس للتكنولوجيا ديمتري أنطونيادس للحصول على درجة الدكتوراه  من عام 1990 إلى عام 1994.
ذكرت مجلة إم آي تي تيكنولوجي ريفيو أنها كانت واحدة من أوائل الباحثين -الذين يبحثون في تقنية السيليكون على العازل- المرشحين لدرجة الدكتوراة، وهي تقنية -لم تكن مثبتة آنذاك- تُستخدم لزيادة كفاءة الترانزستورات من خلال بناء طبقات أعلى من المادة العازلة. تخرجت بدرجة الدكتوراة في الهندسة الكهربائية من معهد ماساتشوستس للتكنولوجيا في عام 1994.

## سيرتها المهنية

### 1994-1999: شركتا تكساس إنسترومنتس وآي بي إم
أصبحت ليزا سو عضوًا في الفريق التقني في شركة تكساس إنسترومنتس في يونيو في عام 1994، واستمرت في العمل في مركز الشركة لعمليات أجهزة أشباه الموصلات حتى فبراير في عام 1995. عُينت شركة آي بي إم سو في ذلك الشهر عضو أبحاث متخصص في فيزياء الأجهزة، وعُينت نائب رئيس مركز أبحاث وتطوير أشباه الموصلات للشركة. لعبت سو خلال وقتها في آي بي إم دورًا مهمًا في تطوير وصفة ما لجعل توصيلات النحاس تعمل مع رقائق أشباه الموصلات بدلاً من الألمنيوم خلال فترة وجودها في الشركة، وشرحت ذلك بالجملة التالية: «معالجة مشكلة منع شوائب النحاس من تلويث الأجهزة أثناء الإنتاج». عملت سو مع مختلف فرق تصميم شركة آي بي إم على تفاصيل الجهاز، وأوضحت ذلك قائلة: «لم أختص في النحاس، ولكنني اتجهت حيث كانت المشاكل». أُطلِقت تقنية النحاس في عام 1998، ما أدى إلى تشكّل معايير صناعية جديدة ورقائق كانت أسرع بنسبة 20% من النسخ التقليدية.

### 2000-2007: قسم المنتجات الناشئة في شركة آي إم بي
وقّعت سو عقدًا يتضمن مهمة لمدة عام للعمل مساعدة فنية لرجل الأعمال والرئيس التنفيذي لشركة آي بي إم لو جيرستنر في عام 2000. أدارت بعد ذلك العديد من المشاريع الناشئة قائلة: «كنت مديرة نفسي أساسًا، فلم يكن هناك أحد في المجموعة». أدارت شركة ناشئة وعينت 10 موظفين للتركيز على الشرائح الحيوية وأشباه الموصلات منخفضة الطاقة واسعة النطاق بصفتها رئيسة ومؤسسة قسم المنتجات الناشئة في الشركة. كان المنتج الأول هو المعالج الدقيق الذي عمل على تحسين عمر البطارية في الهواتف والأجهزة المحمولة الأخرى.

### 2007-2011: شركة فريسكالي لأشباه الموصلات
انضمت سو إلى شركة فريسكالي لأشباه الموصلات في يونيو في عام 2007، وأصبحت رئيسة قسم التكنولوجيا، وترأست قسم البحث والتطوير للشركة حتى أغسطس في عام 2009. شغلت منصب نائب الرئيس الأول والمدير العام لمجموعة الشبكات والوسائط المتعددة في فريسكالي من سبتمبر في عام 2008 حتى ديسمبر في عام 2011، وكانت مسؤولة عن الاستراتيجية العالمية والتسويق والهندسة لأعمال الشركة المدمجة في معالج الاتصالات والتطبيقات.

### 2012-2014: اتفاقيات شركة إيه إم دي
أصبحت سو نائب الرئيس الأول والمدير العام لشركة إيه إم دي في يناير 2012، وأشرفت على وحدات الأعمال العالمية للشركة والتنفيذ التجاري الشامل لمنتجاتها. لعبت على مدار العامين القادمين دورًا بارزًا في دفع الشركة إلى التنويع خارج سوق أجهزة الكمبيوتر كالعمل مع شركتي مايكروسوفت وسوني لوضع رقائق شركة الإيه إم دي في أجهزة ألعاب إكس بوكس وبلاي ستيشن 4.

### 2015-2016: تنويع شركة إيه إم دي
اقتصرت مبيعات شركة إيه إم دي بحلول شهر فبراير 2015 بنسبة 40% على الأسواق التي لا تعتمد على أجهزة الكمبيوتر مثل أجهزة ألعاب الفيديو والأجهزة المدمجة. بدأ هذا منذ انضمام  سو إلى الشركة في عام 2012 عندما تجسدت 10% من المبيعات بالمنتجات غير المرتبطة بالحاسوب الشخصي.

## الإدارات والمؤلفات
تعمل ليزا سو حاليًا في مجلس الأجهزة التناظرية بالإضافة إلى مجلس التحالف العالمي لأشباه الموصلات ورابطة صناعة أشباه الموصلات الأمريكية. نشرت أكثر من 40 مقالة تقنية منذ عام 2016، وشاركت أيضًا في كتابة فصل من كتاب يبحث في الأجهزة الإلكترونية الاستهلاكية للجيل القادم.

## الجوائز والتكريمات
حصلت سو على عدد من الجوائز طوال حياتها المهنية. فاختيرت في عام 2002 بصفتها واحدة من أفضل 100 مخترع مبدع من قبل مجلة إم آي تي تيكنولوجي ريفيو. منحتها جمعية الشابات المسيحيات العالمية جائزة لإنجازها المتميز في مجال الأعمال في عام 2003. عُينت سو زميلة لمعهد مهندسي الكهرباء والإلكترونيات في عام 2009 بعد نشرها لأكثر من 40 مقالة تقنية.
حصلت في عام 2016 على لقب واحدة من «أقوى 50 امرأة في مجال التكنولوجيا» من قبل المجلس الوطني للتنوع، وواحدة من «أفضل 50 أميركيا آسيويا في مجال الأعمال التجارية» مع جائزة بيناكل من قبل مركز تطوير الأعمال الأمريكي الآسيوي.

## الحياة الشخصية
تُقيم سو مع زوجها دان في أوستن بولاية تكساس. يُعتقد بوجود علاقة قرابة بينها وبين المؤسس المشارك والمدير التنفيذي لشركة إنفيديا جين-سون هوانغ، ولكنها نفت هذا الاعتقاد وقالت إنه غير صحيح.

## وصلات خارجية
- ليزا سو - شركة إيه إم دي (بالإنجليزية)